# 江口夏實
江口夏實（日语：／ Eguchi Natsumi，1983年—），日本漫畫家。女性。出身於東京都葛飾區。生於夏天。

## 簡歷、人物
- 江口夏實畢業於女子美術大學藝術學院繪畫學系日本畫專業[4]。
- 在擔任辦公室職員後，2010年，她憑藉《非日常卻又平常的故事》獲得第57屆千葉徹彌獎一般部門佳作。同年，以系列作品「鬼燈」中的人物「鬼」為主角的處女作《有錢能使鬼這樣那樣》在《Morning》雜誌上發表[4]。
- 因為大獲好評，標題改為《鬼燈的冷徹》，於2011年3月至2020年第6號連載。2021年，該作品榮獲第52屆星雲獎漫畫部門[5]。
- 尊敬的漫畫家：水木茂[2]、岡田阿民（日语：岡田あーみん）[6]。

## 作品列表

### 漫畫

#### 連載
- 鬼燈的冷徹[7]（2011年—2020年，《Morning》連載，講談社，全31冊）
- 出入禁止的鼴鼠（日语：出禁のモグラ）（2021年—，《Morning》連載，講談社，已出版9冊）

#### 短篇
- （2020年，《月刊Afternoon》，講談社）
- （2021年，《LaLa DX（日语：LaLa DX）》5月號，白泉社）
- （2021年，《LaLa DX》7月號，白泉社）

#### 裝畫
- 大正地獄浪漫（2018年—2020年，著：一田和樹，星海社，全4冊）
- Story Masters系列（2022年[8]—，著：廣玲子，講談社，已出版6冊）

### 片尾插圖
- 鬼物語（其之肆插圖）